# Runek (Hubieński)
Runek (997 m), Runek Hubieński – szczyt w Paśmie Lubania w Gorcach. Na mapie Geoportalu są obok siebie dwa szczyty o tej nazwie. Ten o którym mowa, to szczyt zachodni znajdujący się pomiędzy Kotelnicą a drugim (wschodnim) Runkiem. Szczyt ten w południowym kierunku tworzy grzbiet opadający do miejscowości Maniowy i oddzielający potok Piekiełko od jego dopływu – potoku Poddziańkówka. Północne stoki opadają do doliny Ochotnicy.
Nazwa Runek jest pochodzenia wołoskiego, pochodzi od słowa runc, oznaczającego polanę powstałą poprzez wypalenie lasu. Obecnie jednak na szczycie nie ma już śladu po polanie i jest on całkowicie zarośnięty świerkowym lasem.
Jest to niewybitny szczyt. Jego zboczami prowadzi szlak turystyczny, omijający jednak wierzchołek po północnej stronie. Na Runku Hubieńskim zbiegają się granice trzech miejscowości: Huba i Maniowy (stoki południowe) oraz Ochotnica Górna (stoki północne) w powiecie nowotarskim, w województwie małopolskim.

## Szlaki turystyki pieszej
Główny Szlak Beskidzki, odcinek: Knurowska Przełęcz – Turkówka – Turkowska – Bukowinka – Chałupisko – Cyrla – Studzionki – Kotelnica – Runek (Hubieński) – Runek – Polana Wybrańska – Kudowski Wierch – Kudów – Jaworzyny Ochotnickie – Lubań – Wierch Lubania. Odległość 13,7 km, suma podejść 750 m, suma zejść 430 m, czas przejścia: 4 godz., z powrotem 3:05 godz.